# Taklamakan
Die Taklamakan-Wüste (auch Takla Makan, chinesisch 塔克拉瑪干沙漠 / 塔克拉玛干沙漠, Pinyin Tǎkèlāmǎgān Shāmò oder Taklimakan Shamo, Uighur: Täklimakan Toghraqliri) ist nach der Rub al-Chali die zweitgrößte Sandwüste der Erde. Sie erstreckt sich in Zentralasien im nordwestchinesischen Uigurischen Autonomen Gebiet Xinjiang durch den westlichen Teil des Tarimbeckens bis zur Straße 218. Östlich dieser Straße liegt die Wüste Lop Nor an der tiefsten Stelle des Tarim-Beckens. Früher wurden die Taklamakan-Wüste und die Wüste Lop Nor durch die Unterläufe der Flüsse Tarim, Konche Darya (Konqi He) und Chärchan Darya (Qarqan He) getrennt, die aber südlich von Tikanlik schon seit Jahrzehnten ausgetrocknet sind.

## Etymologie
Die Bedeutung des Namens Taklamakan war lange unklar. Der Name stammt aus dem Uigurischen und wurde bisher so übersetzt: Begib dich hinein, und du kommst nie wieder heraus, Ort ohne Wiederkehr oder Wüste des Todes. Nach Qian Boquan, Historiker der Xinjianger Akademie der Sozialwissenschaft in Ürümqi, soll die falsche Übersetzung Wenn du einmal gefangen bist, dann gibt es kein Entkommen von einer Gruppe Journalisten stammen, die Xinjiang in den frühen 1980er Jahren besucht haben. Qian Boquan kam nach eingehenden Studien des uigurischen Dialekts zu dem Ergebnis, dass Taklamakan eigentlich Land der Pappeln heißt, da Takli eine Ableitung des türkischen Wortes Tohlak oder Tohrak sei, was Pappel bedeute. Die Silbe ma, die auf Takli folgt, stehe für groß und kan, eine Abwandlung von kand aus dem alten Persisch, bedeute Land, Stadt oder Dorf. Laut historischen Dokumenten seien Pappeln in den Jahren 420 bis 589 im Tarimbecken noch sehr verbreitet gewesen. Eine weitere Lesart ist „Gärten der Wüste“.

## Geographie
Die Taklamakan-Wüste füllt etwa ein Siebtel von Xinjiang (1.640.320 km²) aus. Ihre Fläche von 228.990 km² ist zum Großteil mit über 100 m hohen Dünen bedeckt, nach manchen Angaben belaufen sie sich sogar auf 300 Meter. Die starken Winde lassen diese Dünen sehr schnell wandern, außerdem führen sie auch zur Formung von Yardangs. Die Dünen entstanden durch Staub- und Sandablagerungen der letzten Eiszeit, in der die Taklamakan fast ganz von einem See aus Gletscherschmelzwasser (Glazialsee) der umliegenden Hochgebirge bedeckt war. Untersuchungen der Schwermetallspektren je nach Einzugsbereich der Flüsse konnten nachweisen, dass die Sande einen fluvialen Ursprung (aus ehemaligen Flussläufen) haben.
In wenigen Metern Tiefe haben sich im Laufe der Zeiten große Grundwasservorkommen gebildet, welche vermutlich auch aus dem Schmelzwasser der umliegenden Hochgebirge gespeist wurden. Außerdem liegen in dieser Wüste einige Salzseen.
Die Taklamakan ist als Teil Xinjiangs erdbebengefährdet.

## Entstehung der Wüsten im Tarimbecken

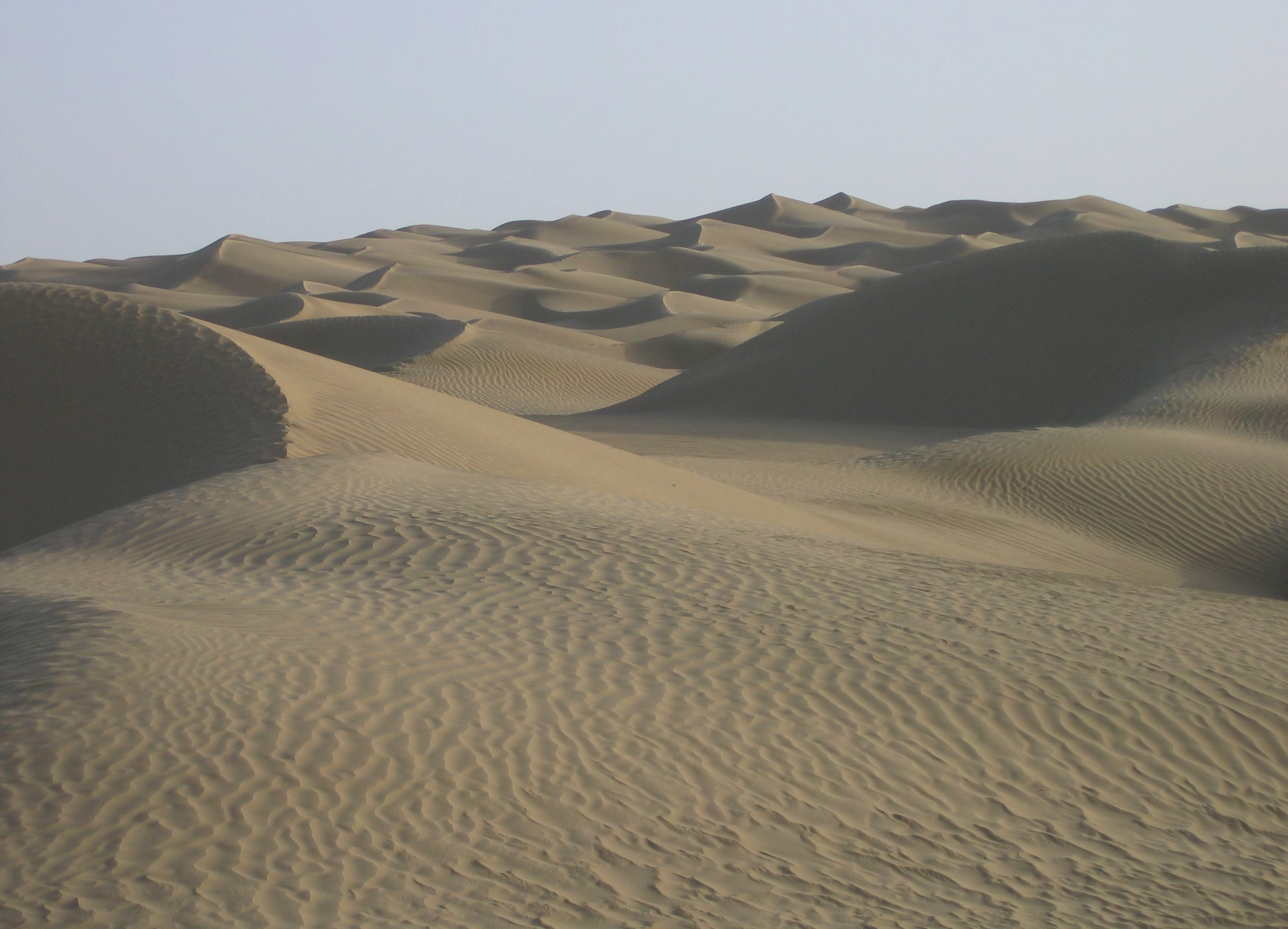
Die Taklamakan

Zu Beginn der letzten Eiszeit (Beginn vor etwa 2,6 bis 2,7 Millionen Jahren) war das Tarimbecken beinahe vollständig von einem Glazialsee bedeckt. Im Jahr 2003 wurden beim Lop Nor Environmental Science Drilling Project im ehemaligen See Lop Nor Bohrkerne in 160–250 Meter Tiefe entnommen, die laut Fang Xiaomin vom Institute of Earth Environment of the Chinese Academie of Sciences zeigen, dass der See Lop Nor vor 1,8 bis 2,8 Millionen Jahren ein sehr tiefer Süßwassersee von gewaltiger Größe war, der sich in einem Zeitalter mit beständigem Starkregen über das Gebiet der Wüste Lop Nor hinaus bis in das Gebiet der Taklamakan hinein erstreckte. Die organischen Ablagerungen erreichten eine Höhe von 60 Metern. In den Bohrkernen wurden 60 Meter lange Ablagerungen von Indigo-Silt in gelber Farbe mit hohem Gips-Anteil gefunden, die bestätigen, dass hier ein Süßwassersee von großer Tiefe bestanden hat, an dessen Grund Sauerstoff fehlte. Funde von Muscheln in Bohrkernen zeigen, dass der See auch in späterer Zeit ein Süßwassersee war. Die Oberfläche dieses Sees lag etwa 900 Meter über dem Meeresspiegel; das ist südlich und nördlich der Wüste Lop Nor an steilen und durchschnittlich 20 Meter hohen Seeterrassen zu erkennen, die seinerzeit durch das Seewasser aus der umgebenden Küste herausgeschnitten worden sind und 870 bis 900 Meter über dem Meeresspiegel liegen.
Im Pleistozän vor etwa 1,8 Millionen Jahren entstand im östlichen Tarimbecken ein tiefer gelegenes Becken, in dem sich jetzt die Wüste Lop Nor befindet. Die Bruchstelle verläuft zwischen Korla und Qakilik entlang des früheren Flusslaufes des Tarim und entlang der Straße G218. In diesem tiefer liegenden Becken bildete sich am Ende des mittleren Pleistozän (Diluvium) um 780.000 v. Chr. durch neue tektonische Absenkungen das sekundäre Seebecken Lop Nor heraus, das sich in der Mitte der heutigen Wüste Lop Nor befindet.
Vor 800.000 Jahren änderte sich das Klima im Tarimbecken. Es wurde extrem trocken und der Glazialsee verkleinerte sich. Nach dem Austrocknen der Taklamakan wurde das Seebecken Lop Nor zum Ziel aller Flüsse des Tarimbeckens, die sich dort in einem abflusslosen See sammelten, ihre Deltas bildeten, die Endseen Lop Nor und Karakoshun mit Wasser versorgten und das in den Flüssen mitgeführte Salz in einer riesigen Salzpfanne ablagerten. Die Flussläufe in den Deltas mäanderten und bildeten dabei Yardangs, die damals als lang gestreckte Inseln zwischen den verschiedenen Flussläufen stehen blieben.
Die massenspektrometrische Untersuchung von Sedimenten mit biologischen Ablagerungen im Jahr 2006 lässt vier Wetterperioden erkennen:
- Vor 31.980 bis 19.260 Jahren herrschte ein kaltes und feuchtes Klima.
- Vor 19.260 bis 13.530 Jahren kam ein warmes und trockeneres Klima. Das führte zu Salzablagerungen im Seebecken Lop Nor.
- Vor 13.530 bis 12.730 Jahren entstand wieder ein kaltes Klima.
- Vor 12.730 bis 11.800 Jahren war das Klima hauptsächlich feuchtwarm und kalt.

Seit 1980 untersuchte ein Team der Chinesischen Akademie der Wissenschaften den Lop Nor. Es stellte in den Jahren 1980 bis 1981 mithilfe der Radiokarbonmethode fest, dass der See Lop Nor seit über 20.000 Jahren andauernd in wechselnder Größe und Lage im Lop Nor Becken bestanden hat, wozu das aride bis vollaride Klima beitrug, das sich über einen langen Zeitraum nicht veränderte. Die wechselnde Höhe des Seespiegels zeichnet sich ab an der Schichtenfolge jenes Sockels, auf dem sich die Stupa (auch als Wachturm bezeichnet) von Loulan befindet; einige der sechs Schichten bestehen nur aus feinen gelben Sanden, andere dagegen aus Ton mit pflanzlichen und tierischen Überresten, darunter Schalen von Süßwasserschnecken.
An den Flussläufen entstanden Flussoasen, die vor 4000 Jahren bronzezeitliche Siedlungen ermöglichten, in denen Menschen mit europäischen Körpermerkmalen lebten, deren Mumien in bronzezeitlichen Grabstätten und Nekropolen gefunden werden. Im Nordwesten Chinas begann um 200 v. Chr. eine Periode hoher Temperaturen und starker Niederschläge, die bis zum 5. Jahrhundert von einer Periode anhaltender Trockenheit und Dürre abgelöst wurde. Ab 200 v. Chr. wurden die Flüsse zu breiten Strömen, die große Feuchtgebiete schufen, die landwirtschaftlich genutzt werden konnten. Der Klimawandel führte ab 200 v. Chr. zu zahlreichen Stadtgründungen (beispielsweise in Loulan, Miran, Haitou, Yingpan, Merdek und Qakilik); verschiedene Stadtgründungen wurden aber bis zum 5. Jahrhundert wegen des Wassermangels aufgegeben. Die Ursache war ein beginnender Klimawechsel, der dazu führte, dass Flussläufe und Flussoasen austrockneten und dass sich die Wüste in dem Tarimbecken ausbreitete.

## Klima

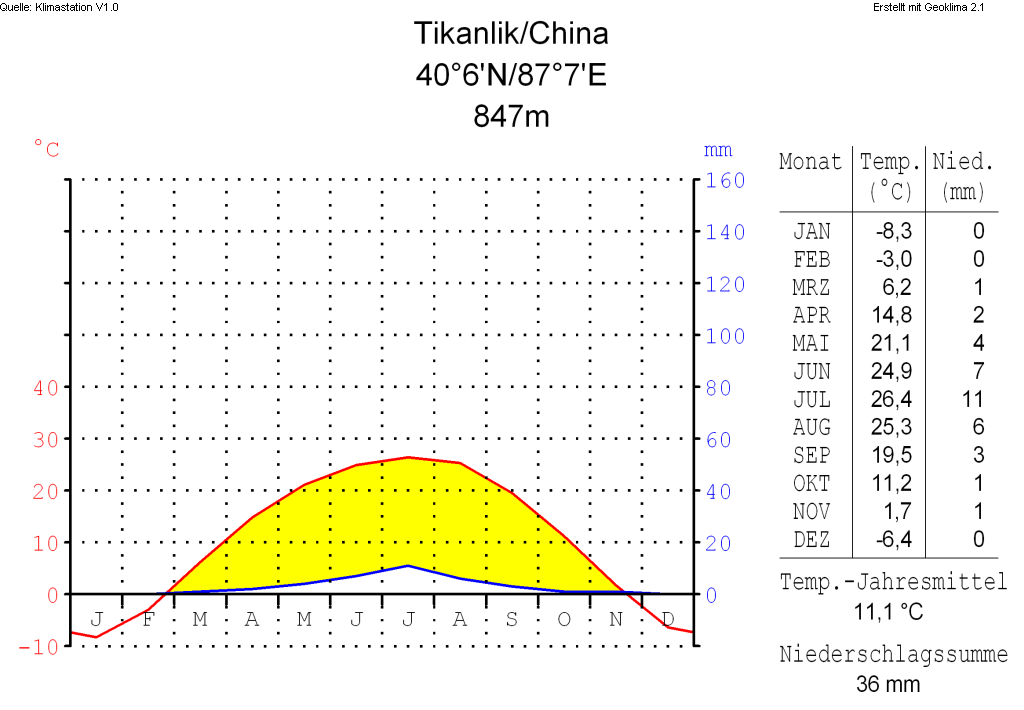
Klimadiagramm von Tikanlik

Mit unter 30 mm Niederschlag im Jahr gilt die Wüste als hyperarid. Dieses extrem trockene Klima entsteht durch die Kombination zweier Faktoren. Zum einen ist die Taklamakan eine Reliefwüste, eine Wüste, die im Regenschatten von Gebirgen liegt. Dazu kommt die kontinentale Lage. Vom Meer herangeführte Luftmassen haben ihre Feuchtigkeit verloren, bevor sie Zentralasien erreicht haben. Diese Bewölkungsarmut kann die hohen Temperaturen verstärken.
Durch die Ferne zu einem Meer mit ausgleichender Wärme schwanken die Temperaturen extrem stark. Da es ein sehr unzugängliches Gebiet ist, sind meteorologische Aussagen unsicher und unterscheiden sich in Abhängigkeit von der Quelle. Laut Bruno Baumann kann es am Tag zu 62 Grad Hitze und in der Nacht zu zwölf Grad Kälte kommen. Schätzungsweise schwanken die Temperaturen im Tagesverlauf um 70 °C, im Jahresverlauf um 90 °C. Die Temperaturschwankungen haben zwar keine Auswirkungen auf die Trockenheit, dennoch sind sie ein weiterer lebensfeindlicher Faktor.

### Kara Buran
Berüchtigt ist der Kara Buran, der „schwarze Sandsturm“. Er kann tonnenweise Sand aufwirbeln und über Tage oder gar Wochen andauern. Seinen Namen erhielt er, weil er dabei oftmals den Himmel verfinstert. Die Zeit des Kara Buran ist vom Februar bis zum Juni; der Sandsturm kommt alle drei bis fünf Tage vor allem aus dem Nordosten. Die wochenlang andauernden Staubnebel können die Sonneneinstrahlung wesentlich reduzieren. Da ihm bereits viele Karawanen und wahrscheinlich sogar ganze Städte zum Opfer fielen, wurde er mit vielen Mythen verbunden. So erzählen Einheimische die Sage von der Armee eines chinesischen Kaisers, die unter dem Sand einer 250 Meter hohen Düne begraben sein soll.

## Vegetation
Am Fuß der Hochgebirge gibt es zahlreiche Oasen mit reicher Vegetation. Die Schmelzwasser des Kunlun Shan und Tian Shan (35° 30′ 25″ N, 81° 16′ 25″ O) bilden unter anderem den Tarim. Dieser fließt am Rand der Wüste in Ost-West-Richtung, wo er auf dem sehr fruchtbaren Löß landwirtschaftliche Nutzung ermöglicht.
Die vegetationsreichen Gebiete sind von einem Gürtel aus dünnem Pflanzenwuchs umgeben. Dieser Vegetationsgürtel bietet weitgehend Schutz vor der Ausbreitung der Wüste. Die zunehmende Nutzung der Pflanzen als Viehfutter und Brennholz drohen den Schutzgürtel allerdings zu zerstören. Das Verheerende an dem bestehenden Raubbau gegenüber moderater Nutzung ist, dass der sehr trockene Oberboden eine natürliche Regeneration so gut wie unmöglich macht.
Als Beispiele für Pflanzen im Gürtel sind die Tamarix ramosissima und Populus euphratica zu nennen, die von Göttinger Forschern untersucht wurden. Die Tamarix ramosissima wächst auf salzigen und alkalischen Böden und hat tiefe Wurzeln. Über die Schuppenblätter scheidet die Pflanze Salze aus.

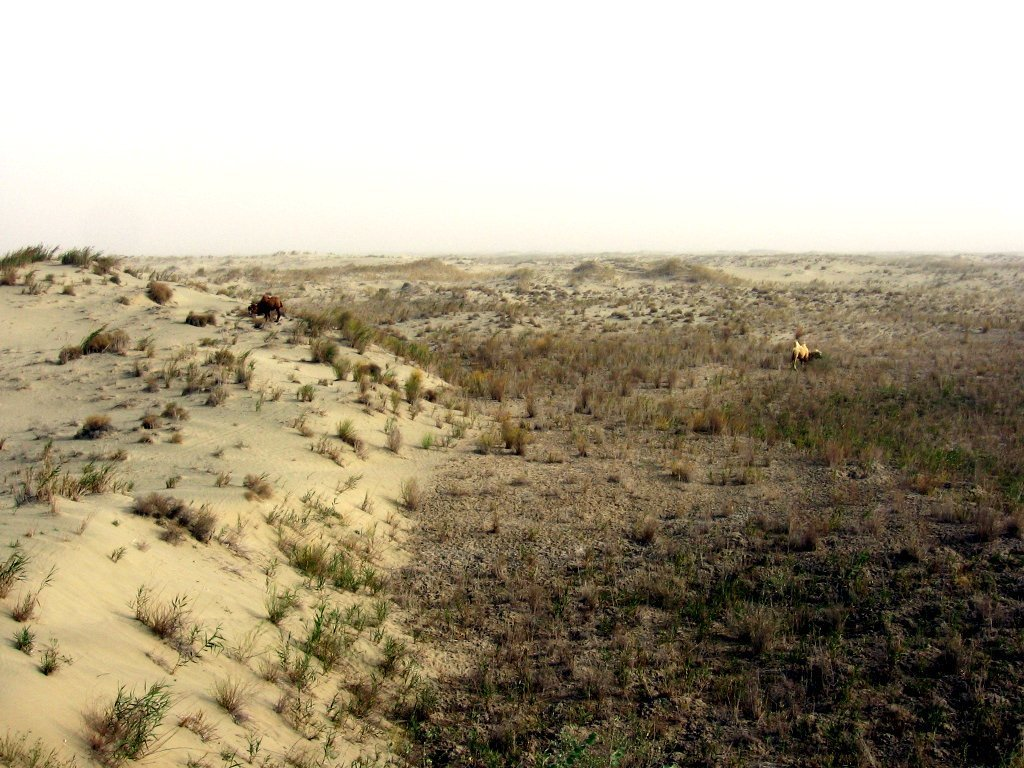
Nahe der Oasenstadt Yarkant, die durch den gleichnamigen Fluss bewässert wird und dadurch einen Vegetationsgürtel aufweist

Die Populus euphratica (Euphrat-Pappel) ist eine salztolerante Pflanze, die durch die Emission von Isopren eine gesteigerte Temperaturtoleranz der Blätter bewirkt. Beide müssen an flussfernen Standorten mit 33 mm jährlichem Niederschlag auskommen, was nur durch Bezug von Grundwasser möglich ist. Beide Arten kommen unterschiedlich häufig vor, da die Tamarix mit tieferem Grundwasser wachsen können als die Populus.
Hinter dem Schutzgürtel nimmt die Vegetation ab und die Kernwüste beginnt. Die eigentliche Taklamakan ist eine hyperaride und dementsprechend fast leblose Wüste, mit belebten Halbwüsten wie der Kalahari ist sie also nicht vergleichbar. In der Literatur finden sich kaum Angaben für die Kernwüste. So geben Walter und Breckle in „Vegetation und Klimazonen“ nur an, dass die Sandwüste Taklamakan vegetationslos sei. Vermutlich kann man von der Kernwüste ähnliches wie von der iranischen Lut und Teilen der Sahara behaupten: Obwohl hier über tausende Quadratkilometer kein sichtbarer Pflanzenwuchs vorhanden ist, zeigten dort Bodenproben eine hohe Anzahl von Bakterien und Pilzsporen pro Gramm Boden.

## Besiedelungsgeschichte

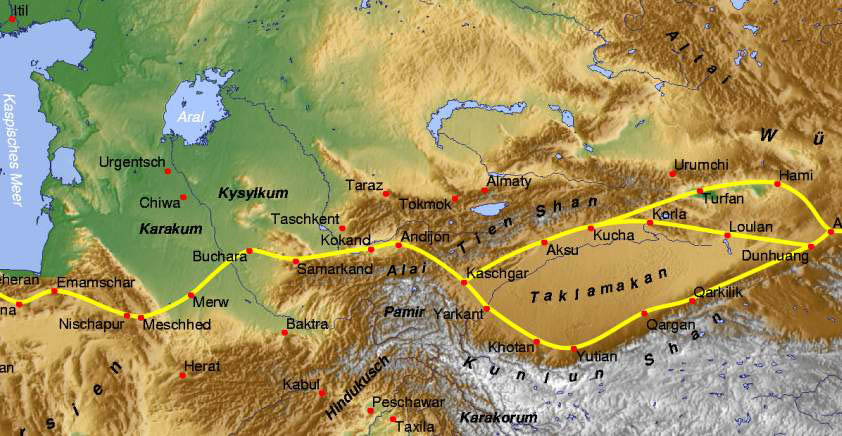
Zentralasien mit Seidenstraße

Viele archäologische Spuren sind durch die Trockenheit gut konserviert. So sind in der Taklamakan einige versunkene Städte zu finden, die entweder durch Wüstenausbreitung und Sandstürme oder durch die Austrocknung ihrer Zuflüsse unbewohnbar wurden. Die archäologischen Funde deuten auf tocharische, hellenistische und buddhistische Einflüsse hin. Die Forscher und Entdecker Nikolai Michailowitsch Prschewalski, Aurel Stein, Albert von Le Coq, Paul Pelliot und besonders Sven Hedin beschrieben die Gefahren der Reise und die untergegangenen Städte der Wüste.
Neben Städteruinen wurden bisher in dieser Region auch mehr als 100 Mumien gefunden, von denen einige mindestens 4000 Jahre alt sind. Die ältesten dieser Mumien weisen erstaunlicherweise europäische Merkmale auf. Verschiedene Grabbeigaben und andere Artefakte weisen auf indoeuropäischen Ursprung hin, sodass daraus geschlossen werden kann, dass im Zuge der Ausbreitung der Indoeuropäer ihnen zugehörende Gruppen von Menschen hierher gewandert sind und sich hier niedergelassen haben. Möglicherweise waren diese Menschen die Vorfahren der später hier bezeugten Tocharer.
Später wurden die Oasen der Wüste von Turkvölkern bewohnt. Während der Tang-Dynastie wurden die Osttürken erstmals besiegt, und China konnte damit seinen Einfluss auf die wichtige Seidenstraße ausweiten. Diese Straße war in dieser Region zweigeteilt: ihre Teilstrecken führten am nördlichen und am südlichen Rande der unzugänglichen Taklamakan entlang. Phasen der chinesischen Herrschaft waren von der Herrschaft von Osttürken, Mongolen und Tibetern unterbrochen. Die heutige Bevölkerung besteht auf dem Land hauptsächlich aus den Turkvölkern der Uiguren und den Kasachen, während die größeren Städte inzwischen überwiegend von Han-Chinesen bevölkert sind.

## Entdeckungsgeschichte
In Europa geriet die Taklamakan das erste Mal 1888 (laut anderen Quellen 1889) ins Blickfeld. Nach dem Mord an dem britischen Händler Andrew Dalgleishs im Himalaya flüchtete der Täter entlang der Wüste. Der einen zweiten Anschlag überlebende Bowers verfolgte den Täter und stieß in einer Oase auf alte Schriftstücke. Sie waren in einer indischen Sprache aus dem 5. Jahrhundert verfasst und handelten von einer Stadt im Wüstensand. Sie gelten als erste buddhistische Dokumente, die den Einfluss der damaligen indischen Kultur beweisen.
1895 machte sich der Entdecker Sven Hedin auf seine Reise zur Durchquerung der Wüste. Bei der Durchquerung kam er wegen Wassermangels nur knapp mit dem Leben davon. Die dramatische Reise wurde zu einem bis heute anhaltenden Mythos. Der Extremsportler Bruno Baumann wagte am 8. April 2000 eine Reise durch die Wüste, um die Hintergründe von Hedins Reise zu erkunden und überlebte ebenfalls nur knapp. Sven Hedin fand damals die Überreste von Dandan Oilik, einer in der Wüste versunkenen Stadt. Dortige Wandmalereien zeigten indische, griechische und persische Einflüsse.

## Erschließung

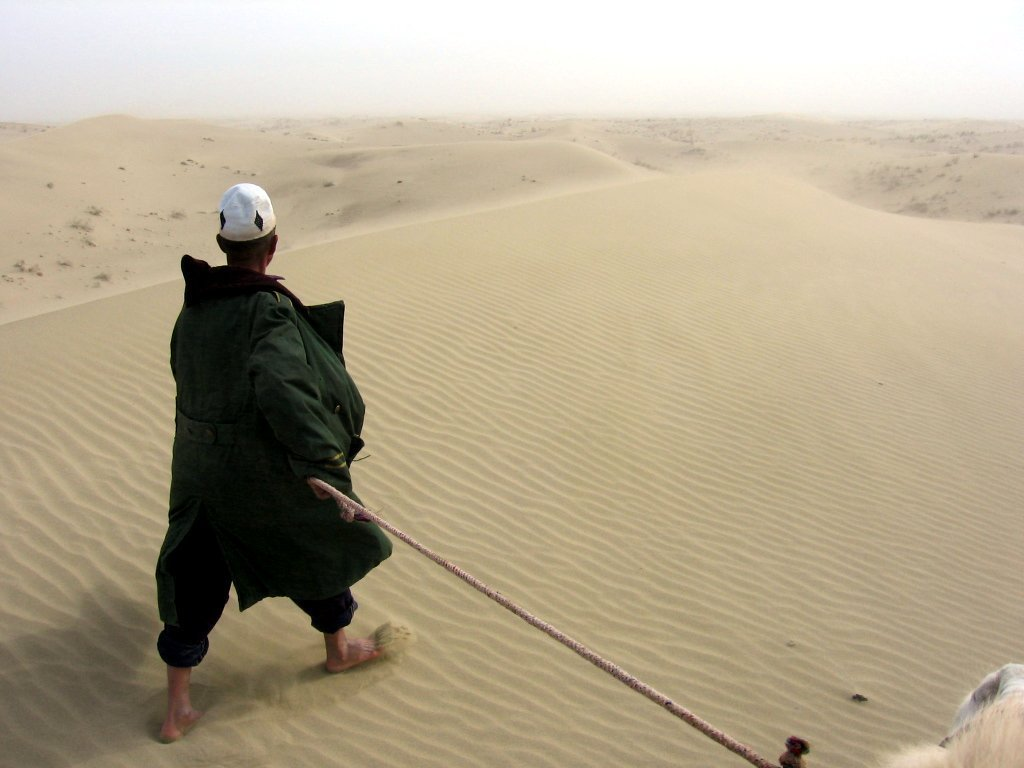
Landschaft nahe Yarkant

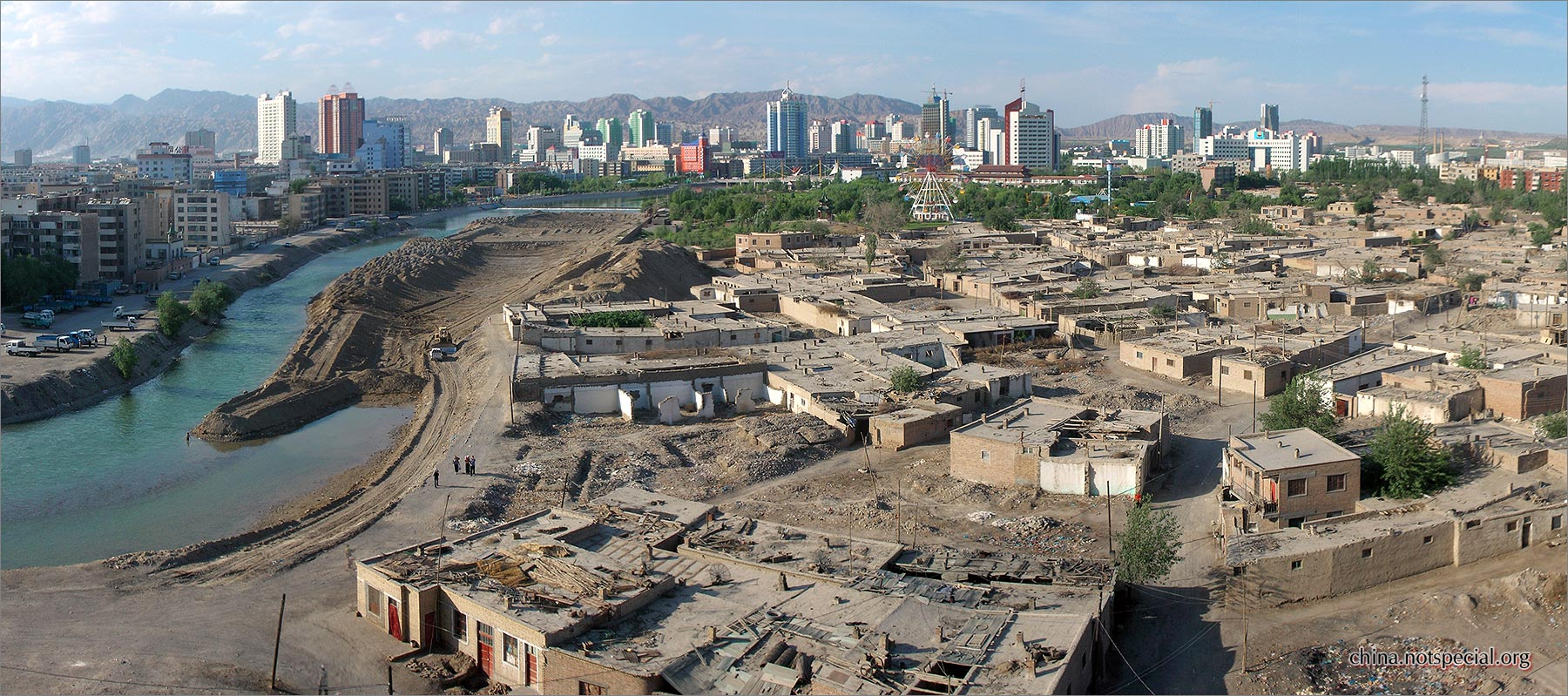
Alt- und Neustadt von Korla, 2007

Aufgrund ihres Klimas war die Taklamakan lange Zeit unzugänglich. Die Trassen der ehemaligen Seidenstraße sind heute zu asphaltierten Verkehrsstraßen ausgebaut, auf denen die gesamte Wüste umfahren werden kann. Auf der Nordroute der Seidenstraße befindet sich heute die Straße 314, auf der Südroute die Straße 315; die Ostverbindung beider Straßen bildet die Straße 218. An diesen Straßen am Rand des Tarimbeckens liegen Oasenstädte wie Hotan (Khotan), Kaschgar und Aksu. Die Oasen werden durch Schmelzwasser der umliegenden Hochgebirge mit Wasser versorgt. Die frühere Mittlere Route der Seidenstraße von Korla über Loulan Gucheng nach Yumenguan Guzhi und weiter nach Dunhuang (Mingoshan) besteht nicht mehr; deshalb wurde der Bau der Straße 218 notwendig.
Ungefähr in der Mitte der Wüste sind große Erdöl- und Gasvorkommen entdeckt worden. Zu ihrer Erschließung baute die chinesische Regierung 1995 für etwa zehn Millionen Euro pro Kilometer die Tarim-Fernstraße (englisch: Tarim Desert Highway), welche die Wüste Taklamakan von dem an der Straße 314 gelegenen Ort Bügür (Luntai) bis zu dem an der Straße 315 gelegenen Ort Yawatongguzlangar bei Minfeng (Niya) in Nord-Süd-Richtung vollständig durchquert. Mit einer Länge von 520 Kilometern gilt sie als die weltweit längste Wüstenstraße. Diese Straße mit beidseitigen Sanddünenbefestigungen und permanentem Straßenreinigungsservice wird deshalb auch hinsichtlich ihres Baus und der Erhaltung als die teuerste Straße der Welt angesehen. Auf etwa halbem Weg durch die Wüste wurde an einem Knickpunkt der Wüstenfernstraße die Stadt Tazhong gegründet, die als Versorgungszentrum der chinesischen Öl- und Gasfirmen fungiert.
Am 4. Oktober 2002 wurde eine weitere wüstendurchquerende Autobahn mit dem Namen Qieta-Wüstenfernstraße für den Verkehr geöffnet. Diese führt ebenfalls in Nord-Süd-Richtung durch die Taklamakan und verbindet Korla (Kurla) mit dem Kreis Qarqan (Qiemo xian, 且末县) und seinem Hauptort, der Großgemeinde Qiemo (Qiemo zhen, 且末鎮, Chümo = Tarran) (38° 8′ N, 85° 32′ O). Durch den Bau dieser neuen Schnellstraße kann die ehemals zwei Tage dauernde Reise von Korla nach Qiemo in lediglich acht Stunden bewältigt werden.
Der Bau einer weiteren Landstraße durch die Taklamakan wurde im Mai 2005 begonnen. Diese einspurige Straße Aral-Hotan-Wüstenstraße verbindet seit Januar 2007 mit einer Länge von 424 Kilometern die Städte Aral und Hotan von Süden nach Norden. Für ihre Realisierung wurden 800 Millionen Yuan (74,4 Millionen Euro) veranschlagt.
Um die Wüste herum wird die weltweit erste Eisenbahnschleife mit einer Länge von 2712 km gebaut. Der erste Abschnitt zwischen Hotan und Ruoqiang mit einer Länge von 825 km wurde im Juni 2022 fertiggestellt und in Betrieb genommen.

### Kartenmaterial
- West-China. Reise-Know-How-Verlag, Bielefeld 2005, ISBN 3-8317-7163-4 (Maßstab 1:2.700.000).